# Saint-Ébremond-de-Bonfossé
Saint-Ébremond-de-Bonfossé is een plaats en voormalige gemeente in het Franse departement Manche in de regio Normandië en telt 724 inwoners (2005). De plaats maakt deel uit van het arrondissement Avranches.

## Geschiedenis
Saint-Ébremond-de-Bonfossé maakte onderdeel uit van het kanton Canisy tot dat op 22 maart 2015 werd opgeheven en de gemeenten werden opgenomen in het op die dag gevormde kanton Saint-Lô-2. De gemeente werd op 1 januari 2017 opgeheven en opgenomen in de buurgemeente Canisy, die daarmee de status van commune nouvelle kreeg.

## Geografie
De oppervlakte van Saint-Ébremond-de-Bonfossé bedraagt 11,9 km², de bevolkingsdichtheid is 60,8 inwoners per km².
De onderstaande kaart toont de ligging van Saint-Ébremond-de-Bonfossé met de belangrijkste infrastructuur en aangrenzende gemeenten.

## Demografie
Onderstaande figuur toont het verloop van het inwonertal (bron: INSEE-tellingen).